# 同済大学

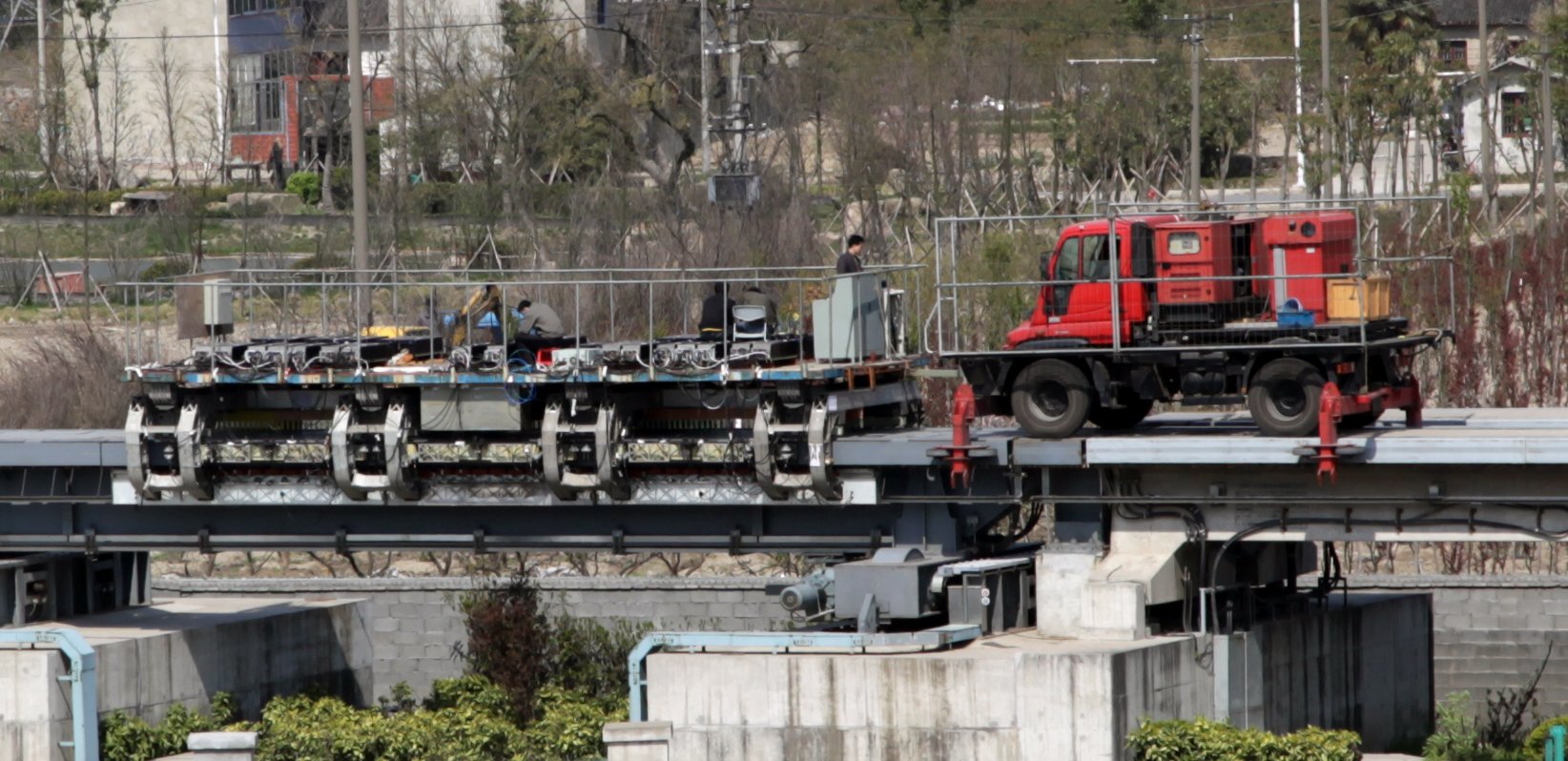
CM1型磁気浮上列車

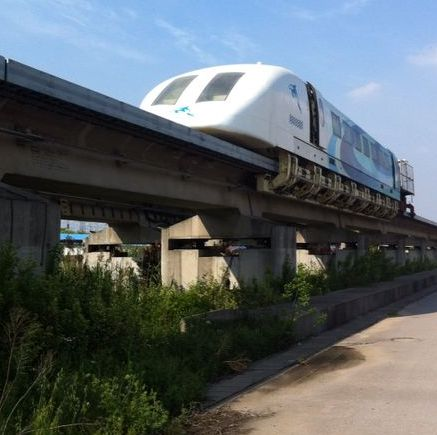
磁気浮上式鉄道 2014年4月

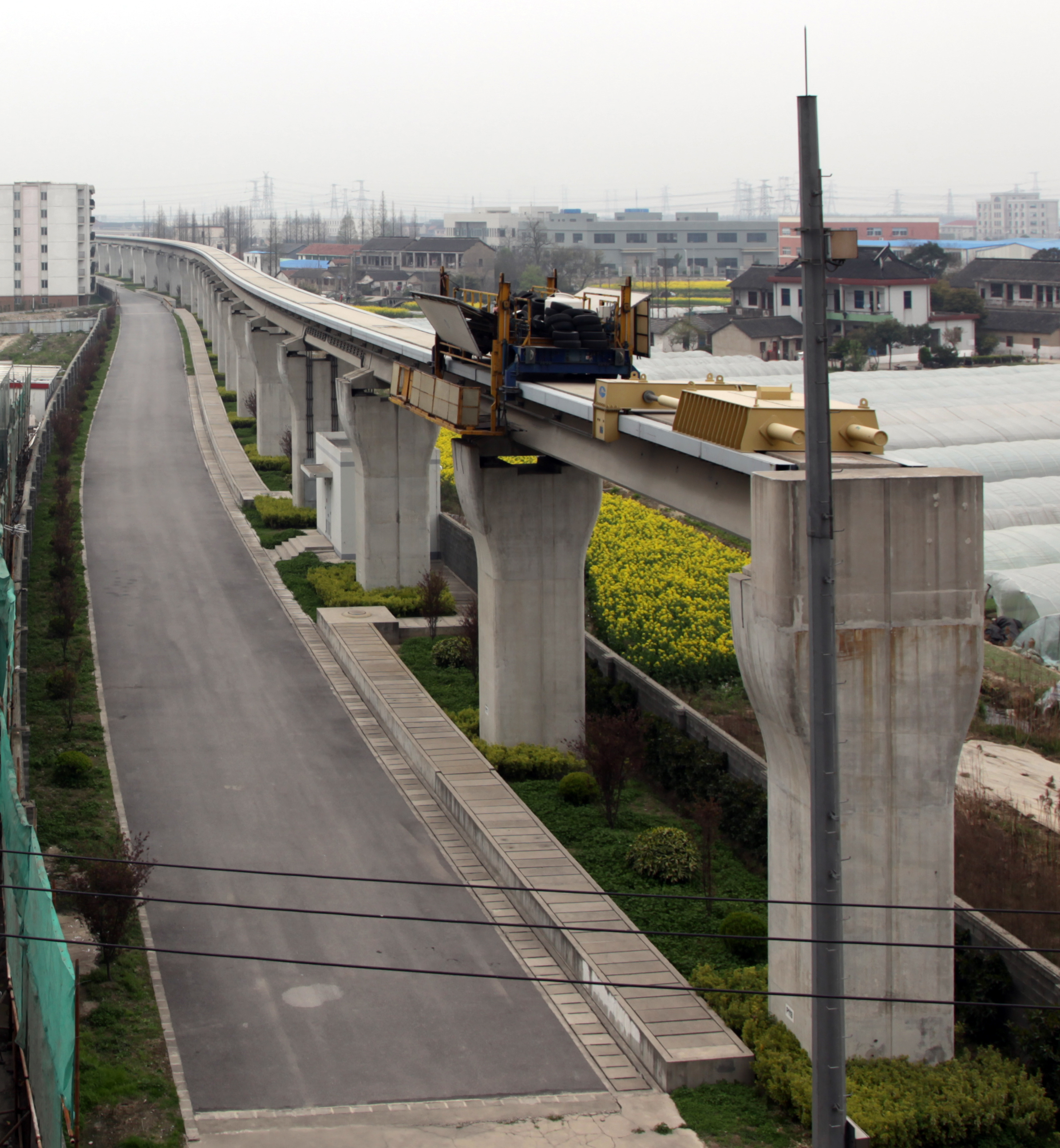
磁気浮上式鉄道の実験線

同済大学（Tongji University，どうさいだいがく）とは、上海市の東北の楊浦区にある理工系大学。副部級大学の一つとして、国家重点大学及び双一流に指定されている。ドイツ人医師により1907年に創立された医学校が起源。国家重点実験室も持っている。985工程、211工程、双一流の成員校として、国家重点大学である。卓越大学連盟の成員校である。
「同済」の由来は「ドイツ」の上海語近似音。
ドイツのヨアヒム・ガウク大統領（当時）は2016年に、当大学に訪問し、講演を実施した。
ゲアハルト・シュレーダー首相（当時）は2002年末に基調講演を当大学で実施した。
「2020年QS世界大学ランキング」 によると、同済大学は中華人民共和国国内で9位に位置。また「2022年QS世界大学ランキング研究分野別」によると建築学分野では世界13位、土木分野では世界20位に位置している。
中国を代表する磁気浮上式鉄道の開発拠点で構内には総延長1.5kmの実験線が敷設されている。
大阪分校を開設する予定。
- 所在地：

上海市楊浦区四平路1239号（本校）
上海市嘉定区曹安路4800号（嘉定キャンパス）
(本校、西キャンパス、東キャンパス、北キャンパス、嘉定キャンパスの5つのキャンパスに分かれている)
- 敷地面積： 141.8 ha

## 沿革
- 1907年：同済徳文医学堂として創立
- 1912年：工学堂を増設
- 1996年：上海城市建設学院と上海建築材料工業学院を併合
- 2000年：上海鉄道大学を併合

## 院系
建築、都市計画学院と土木工学院の分野での研究が特に盛んに行われており、清華大学、東南大学、天津大学と並び、建築老四校の一つとして数えられている。
特に土木工学は、中国の理工系トップ大学である清華大学と共に中国国内で有名である。
- 土木工学院
- 建築と都市計画学院
- 機械工学院
- 経済・管理学院
- 環境科学・工学院
- 材料科学・工学院
- 電子・情報工学院
- 人文学院
- 法学院
- 外国語学院
- 理学部
- 海洋・地球科学学院
- 自動車工学院
- 交通運輸工学院
- 中独学院
- 中伊学院
- 中独工学院
- 中仏工学と管理学院
- ソフトウェア工学院
- 国際連合環境計画-環境と持続発展学院
- 伝播と芸術学院
- 映画学院
- 航空宇宙と力学学院
- 医学院
- 歯学院
- 生命科学と技術学院
- 知的財産権学院
- 体育教学部
- 鉄道と都市鉄道交通研究院
- 職業技術教育学院
- 女子学院
- 国際文化交流学院
- 先進材料とナノ生物医学研究院
- 政治と国際関係学院
- マルクス主義学院

## 日本における協定校
- 桜美林大学2005年より同済大学と提携し孔子学院を共同運営。
- 大阪大学
- 大阪教育大学
- 大阪工業大学
- 東京電機大学
- 名古屋工業大学
- 岡山大学
- 九州大学
- 京都外国語大学
- 徳島大学
- 立教大学

## 出身者
- 谷口浩（フィジー共和国 学校法人Free Bird Institute理事長、フリーバード代表、South Pacific Free Bird代表取締役社長）：4年時に中退